# Фаленопсис оленерогий
Phalaenopsis cornu-cervi (Фаленопсис оленерогий та Фаленопсис оленячий ріг) — епіфітна трав'яниста рослина родини орхідні. Моноподіальна рослина з сильно укороченим стеблом.
Вид не має усталено української назви, в україномовних джерелах зазвичай використовується наукова назва Phalaenopsis cornu-cervi. 
 Англійська назва — Deer Antlered Phalaenopsis.

## Синоніми
- Polychilos cornu-cervi Breda, 1827 basionym
- Polystylus cornu-cervi (Breda) Hasselt ex Hassk., 1855
- Polystylus cornu-cervi var. Picta Hassk., 1856
- Phalaenopsis de-vriesiana Rchb.f., 1860
- Phalaenopsis pantherina Rchb.f., 1864
- Polychilos pantherina (Rchb.f.) Shim, 1982
- Phalaenopsis thalebanii Seidenf., 1988
- Phalaenopsis cornu-cervi var. Flava Braem ex Holle-De Raeve, 1990
- Phalaenopsis borneensisGaray, 1995
- Phalaenopsis cornu-cervif. Flava (Braem ex Holle-De Raeve) Christenson, 2001
- Phalaenopsis cornu-cervif. Sanguinea Christenson, 2001
- Phalaenopsis cornu-cervi' f. Thalebanii (Seidenf.) Christenson, 2001
- Phalaenopsis cornu-cervi f. Chattaladae D. L. Grove, 2006
- Phalaenopsis cornu-cervi f. Borneensis (Garay) O. Gruss & M. Wolff, 2007
- Phalaenopsis cornu-cervi var. Pantherina (Rchb.f.) O. Gruss & M. Wolff, 2007
- Phalaenopsis cornu-cervi f. Picta (Hassk.) O. Gruss & M. Wolff, 2007

## Біологічний опис

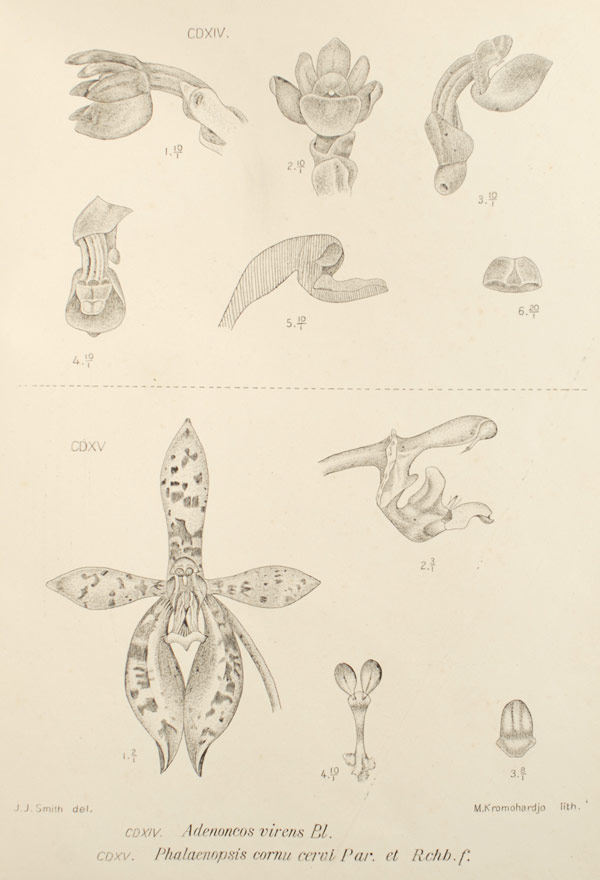
Ботанічна ілюстрація — будова квітки Phalaenopsis cornu-cervi. З книги Smith, Johann Jacob, «Die Orchideen von Java» 1914

Стебло до 5 см завдовжки, приховане основами 4-6 листків. 

Листя зелене, до 22 см завдовжки і близько 3-4 см шириною світло зеленого кольору. 

Квітконіс довгоживучий, сплощений, прикрашений з боків виступаючими брактеями, 20-45 см довжиною, світло-зеленого кольору на кінці злегка розширюється і нагадує формою роги. Несе до 12 квіток. 

Квіти 2,5-4 см в діаметрі, ароматні, щільні, жовто-зелені з червоно-коричневими поперечними смужками. Мінливість забарвлення квітів протягом ареалу дуже значна. 

Сезон цвітіння травень-серпень.

## Поширення,екологічніособливості
Бірма, Індія (Північно-Схід), Нікобарські острови, Індонезія
(Суматра, Ява, Калімантан), Лаос, Малайзія (Сабах, Саравак), Філіппіни (Палаван), Таїланд, В'єтнам.
Епіфіт на стовбурах і гілках дерев, рідше літофіт в лісах від 200 до 1000 метрів над рівнем моря.
Фаленопсис оленерогий включений до Додатка II Конвенції CITES. Мета Конвенції полягає в тому, щоб гарантувати, що міжнародна торгівля дикими тваринами і рослинами не створює загрози їх виживанню.

## У культурі

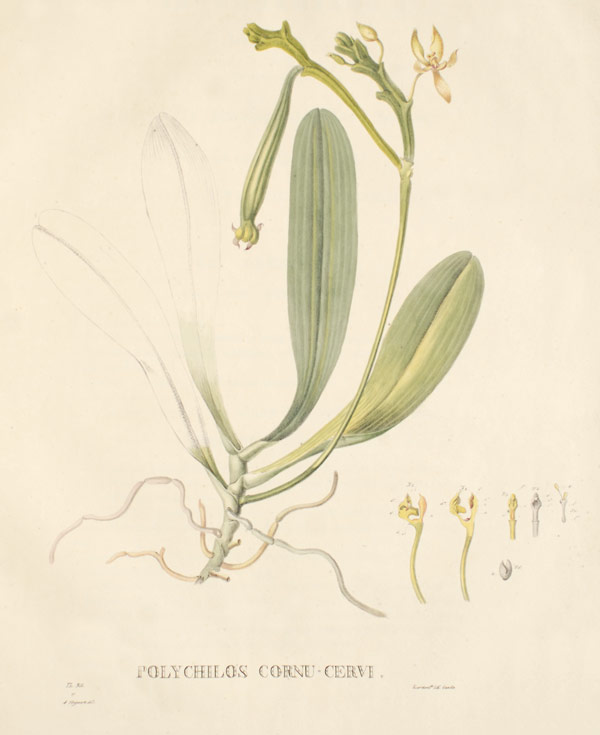
Phalaenopsis cornu-cervi з книги «Genera et species orchidearum et asclepiadearum quas in itinere per insulam Java» 1829 р.

Живий екземпляр вперше доставлений до Європи в 1864 році. 

Температурна група — тепла.
Щодо світлолюбний. Вимоги до освітлення: 1200—1500 FC, 12919-16140 lx.
Додаткова інформація про агротехніку у статті Фаленопсис.

## Деякі первиннігібриди

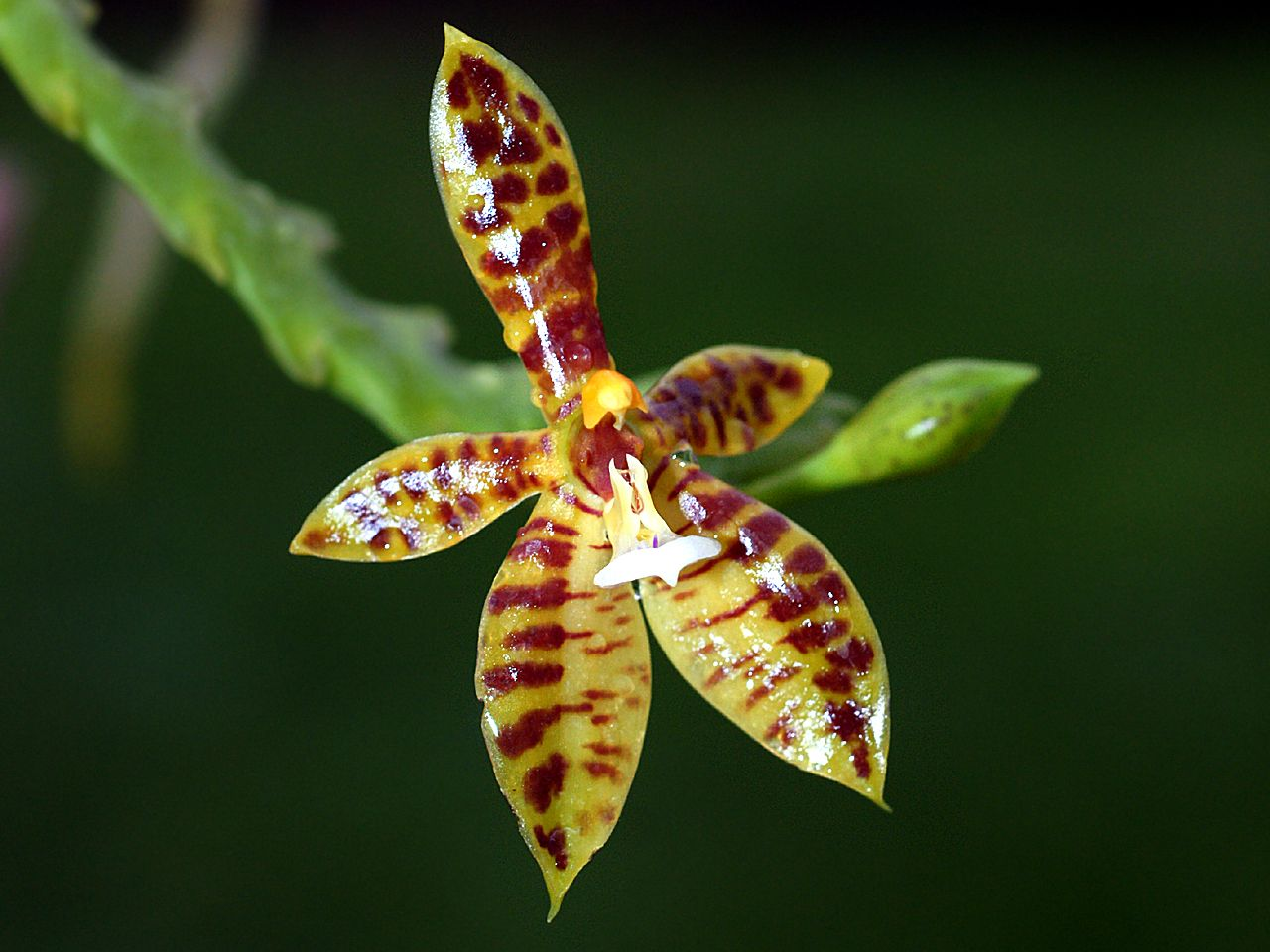
Phalaenopsis cornu-cervi

- Adri Witanta Husada — javanica х cornu-cervi (Atmo Kolopaking) 1986
- Ayleen — schilleriana х cornu-cervi (T. Sukarya) 1980
- Cesario Gene Tobia — cornu-cervi х bellina (Cesario Gene Tobia) 2003
- Charm — maculata х cornu-cervi (Dr Henry M Wallbrunn) 1987
- Corbriata — cornu-cervi х fimbriata (Fredk. L. Thornton) 1968
- Cornustris — cornu-cervi х equestris (Dr Henry M Wallbrunn) 1967
- Corona — cornu-cervi х amboinensis (Shaffer's Tropical Garden) 1973
- Eiderstedt — cornu-cervi х venosa (Ayub S Parnata (O. Schumann)) 1985
- El Tigre — cornu-cervi х lueddemanniana (John. H. Miller) 1964
- Flores Moon — floresensis х cornu-cervi (Hou Tse Liu) 2004
- Golden Bantam — cornu-cervi х cochlearis (Dr Henry M Wallbrunn) 1970
- Herman Sweet — cornu-cervi х pulchra (Casa Luna) 2004
- Ibu Kasman — viridis х cornu-cervi (Atmo Kolopaking) 1978
- Jayamurni — modesta х cornu-cervi (Atmo Kolopaking) 1985
- Lincervi — lindenii х cornu-cervi (Fredk. L. Thornton) 1967
- Little Girl — fasciata х cornu-cervi (Mrs Helen Webb (Fredk. L. Thornton)) 1974
- Little Leopard — cornu-cervi х mariae (Dr Henry M Wallbrunn) 1973
- Little Star — cornu-cervi х amabilis (Royal Botanical Garden Peradeniya) 1962
- Lokelani — cornu-cervi х sanderiana (Oscar Kirsch) 1949
- Mancervi — mannii х cornu-cervi (Fredk. L. Thornton) 1967
- Robert Combremont — cornu-cervi х fuscata (Luc Vincent) 1995
- Stewed Corn — cornu-cervi х stuartiana (Fredk. L. Thornton) 1978
- Tiger Cub — cornu-cervi х sumatrana (Dr Henry M Wallbrunn) 1972
- X valentinii — cornu-cervi х violacea (природний гібрид) 1959